# Anzeige gegen Unbekannt
Eine Anzeige gegen Unbekannt ist in Deutschland eine Form der Strafanzeige, die sich nicht gegen eine bestimmte Person richtet. Sie dient dazu, die Strafverfolgungsbehörden über eine vermutete Straftat zu informieren und Ermittlungen einzuleiten.

## Bedeutung und rechtliche Grundlagen
Eine Anzeige gegen Unbekannt kann nicht nur von Verletzten, sondern auch seinem gesetzlichen Vertreter oder Dienstvorgesetzten erstattet werden. Da die Staatsanwaltschaft beim Verdacht einer Straftat von Amts wegen tätig wird, kann auch eine völlig unbeteiligte Person die Strafanzeige erstatten, nicht jedoch einen Strafantrag stellen. Die rechtliche Grundlage für Strafanzeigen findet sich in der Strafprozessordnung, insbesondere in § 158 Abs. 1 StPO. Danach braucht der Anzeigenerstatter nur Angaben zu Tatzeit, dem Tatort und der angezeigten Tat selbst zu machen, nicht aber zu einem bestimmten Verdächtigen. 

### Verfahren
Die Anzeige kann bei der Polizei, Staatsanwaltschaft oder einem Amtsgericht erstattet werden. In vielen Bundesländern ist auch eine Online-Anzeige bei einer Internetwache möglich. Nach Eingang der Anzeige sind die Strafverfolgungsbehörden gemäß § 160 Abs. 1 StPO verpflichtet, den Sachverhalt zu erforschen.

### Wichtige Aspekte
- Eine Anzeige gegen Unbekannt kann nicht zurückgezogen werden, sobald sie eingereicht wurde.
- Sie dient als Auslöser für Ermittlungsmaßnahmen der Behörden.
- Sie ermöglicht dem Opfer, rechtliche Interessen geltend zu machen und ggf. Schadensersatz zu fordern.
- Falsche Anschuldigungen können rechtliche Konsequenzen haben.[1]

### Häufige Anwendungsfälle
Anzeigen gegen Unbekannt werden oft bei Delikten wie Diebstahl, Sachbeschädigung und Internetkriminalität erstattet.

### Relevante Gesetze
- Strafprozessordnung (StPO), insbesondere §§ 158, 160
- Strafgesetzbuch (StGB)
- § 469 StPO (Kostenfolgen bei unwahren Anzeigen)